# 嘉鱼长江大桥
嘉鱼长江大桥，又称“嘉鱼长江公路大桥”，是位于中国湖北省荆州市和咸宁市之间的一座公路斜拉桥，跨越长江，连接北岸的洪湖市燕窝镇和南岸的嘉鱼县新街镇，是  孝洪高速的重要组成部分，也是咸宁市境内的第一座长江大桥。大桥全长4,690米，其中主桥长1,750米，按双向六车道高速公路标准建设，设计车速为100公里/小时，桥面宽度为33.5米，由湖北省交通投资集团有限公司投资建设，工程概算31.44亿元人民币，于2016年2月23日正式开工建设，建设工期48个月，中交第二公路工程局和四川路桥集团桥梁分公司承建，2019年11月28日建成通车。

## 设计和建设
大桥项目由湖北省交通规划设计院、中交第一公路勘察设计研究院联合勘察设计 ；采用BOT（基础设施特许权）+EPC（投资、设计、施工、运营一体化招标）方式招标建设。
嘉鱼长江大桥属于规划武汉城市圈环线高速公路咸宁－洪湖段的一部分，并被编入  孝洪高速。大桥主体由主桥、滩桥、跨堤桥、近堤端引桥组成，全长4,690米，桥型布置为：（4×30米）连续T梁（近堤端引桥）＋（2×75米＋200米＋920米＋330米＋2×75米）混合梁斜拉桥（主桥）＋（52×50米）连续箱梁（滩桥）＋（60米＋100米＋60米）连续箱梁（南侧跨堤桥），其中主桥为双塔混合梁斜拉桥，主跨920米。

## 进程
2012年11月9日，大桥投资协议签约仪式举行。2013年4月10日，大桥项目在武汉通过国家评估。2016年2月23日，大桥正式开工建设。2019年11月28日正式通车。

## 荣誉
2021年7月，嘉鱼长江大桥获得国际道路联合会（IRF）全球道路成就奖（GRAA）。